# Pseudoplatyura flavipennis
Pseudoplatyura flavipennis är en tvåvingeart som först beskrevs av Edwards 1929.  Pseudoplatyura flavipennis ingår i släktet Pseudoplatyura och familjen platthornsmyggor. Inga underarter finns listade i Catalogue of Life.